# معركة كراسنوهوريفكا
معركة كرتسنوهوريفكا (بالأوكرانية: Бої за Красногорівка) هي معركة وإشتباكات عسكرية بدأت في 8 أبريل من عام 2024 بين القوات الروسية والقوات الأوكرانية في مدينة كراسنوهوريفكا من أجل السيطرة عليها ومستمرة لغاية الآن.